# Балинское кладбище
Бали́нское кла́дбище (также известно как кладбище Балино́) — кладбище в городе Иваново, административном центре Ивановской области, Россия.
Расположено на юго-западе города у выезда в сторону Ярославля.

## История

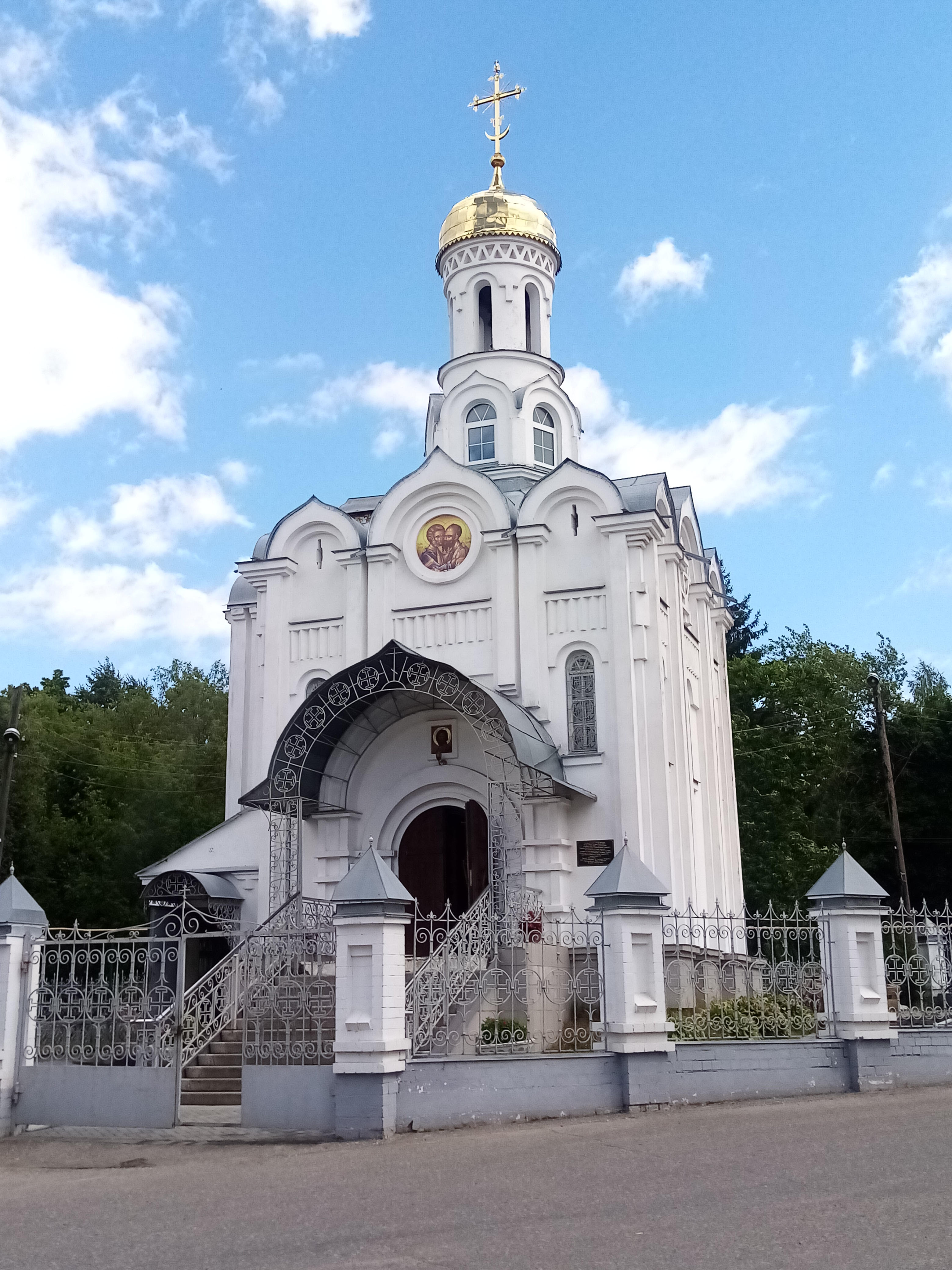
Церковь Петра и Павла

Открыто в 1934 году в пригородном местечке Балино. В 1940 году местечко вошло в состав города. В 1937—1938 здесь хоронили подвергшихся сталинским репрессиям и расстрелянных в Ивановской тюрьме граждан.
В 1984 году от внезапно начавшегося смерча пострадали некоторые посетители кладбища, многие памятники на могилах были повреждены.
На кладбище организована аллея почётных граждан для погребения именитых горожан.
Воинское кладбище, на котором захоронено 1706 советских воинов, умерших от ран в госпиталях Иванова в годы Великой Отечественной войны, а также ряд надгробий являются памятниками истории города Иваново.
На территории кладбища находятся памятник жертвам политических репрессий (установлен в 1991) и блокадникам Ленинграда. Имеются также мусульманский и еврейский участки.

## Известные персоны, похороненные на кладбище
Список известных персон, похороненных на Балинском кладбище.

### Деятели культуры
- Коган, Юрий Александрович (1938—2005) — советский театральный актёр, заслуженный артист РСФСР.
- Кожаев, Сергей Дмитриевич (1939—1982) — член союза художников СССР.
- Колесов, Михаил Григорьевич (1895—1965) — советский театральный актёр, народный артист РСФСР.
- Лунгрен, Клавдия Семёновна (1913—1974) — советская театральная актриса, заслуженная артистка Киргизской ССР.
- Май, Эммануил Исаакович (1903—1977) — советский театральный актёр, заслуженный артист РСФСР.
- Раскатов, Лев Викторович (1927—1993) — советский театральный актёр, народный артист СССР.
- Шошин, Михаил Дмитриевич (1902—1975) — советский писатель, председатель Ивановского отделения Союза писателей СССР.

### Политические деятели
- Бурылин, Дмитрий Геннадьевич (1852—1924) — фабрикант, основатель Музея промышленности и искусства, почётный гражданин города Иваново. Перезахоронен c Благовещенского кладбища в 1969 году.
- Круглов, Сергей Вячеславович (1949—2004) — первый глава администрации города Иваново.
- Лаптев, Адольф Фёдорович (1935—2005) — председатель Ивановского облисполкома (1990-1991), первый глава администрации Ивановской области (1991-1996).
- Смирнов, Александр Николаевич (1909—1972) —  первый секретарь Ивановского обкома КПСС (1964—1972).

### Герои Советского Союза
- Антонов, Василий Петрович (1917—1988) — Герой Советского Союза[3].
- Бабанов, Иван Дмитриевич (1911—1972) — Герой Советского Союза[4].
- Горбачёв, Иван Петрович (1923—2003) — Герой Советского Союза[5].
- Дельцов, Павел Андреевич (1917—1969) — Герой Советского Союза[6].
- Калабин, Алексей Иванович (1920—2008) — Герой Советского Союза[7].
- Крупинов, Пётр Никифорович (1906—2008) — Герой Советского Союза[8].
- Лобанов, Иван Михайлович (1918—1996) — Герой Советского Союза[9].
- Митрохин, Василий Борисович (1918—1993) — Герой Советского Союза[10].
- Матросов, Александр Алексеевич (1918—1992) — Герой Советского Союза[11].
- Нечаев, Вячеслав Филиппович (1917—1948) — Герой Советского Союза[12].
- Сахаров, Павел Иванович (1918—1985) — Герой Советского Союза[13].
- Тебеньков, Анатолий Никифорович (1924—1981) — Герой Советского Союза[14].
- Фёдоров, Аркадий Васильевич (1917—1993) — Герой Советского Союза[15].

### Герои РФ
- Зозулин, Владимир Николаевич — участник российско-украинской войны

### Полные кавалеры Ордена Славы
- Дубравин, Виктор Митрофанович (10.07.1925-01.10.1987)[16]— кавалер ордена Славы трёх степеней.[17]

### Герои Социалистического труда
- Емельянов, Виталий Андреевич (1924—2009)
- Жаринов, Александр Дмитриевич (1928—2008)
- Кабаидзе, Владимир Павлович (1924—1998)[18]
- Куликова, Мария Васильевна (1917—1999)

### Спортсмены
- Карасёв, Борис Иванович (1938—1999) — советский футболист, мастер спорта СССР.
- Крушин, Олег Викторович (1966—1992) — советский и российский футболист.
- Рубилов, Владислав Александрович (1929—2013) — советский футболист, хоккейный тренер.
- Савинов, Владимир Сергеевич (1949—2016) — советский футболист.
- Щибров, Борис Алексеевич (1912—1976) — советский футболист, тренер и арбитр. Чемпион СССР по футболу (1936 - осень), мастер спорта[19].
- Щибров, Владимир Борисович (1938—1993) — советский футболист, мастер спорта[20].
- Цыпляев Евгений Николаевич (1939-2001) – советский футболист, мастер спорта.

### Врачи
- Берлин, Александр Израилевич (1896—1972) — учёный-медик, заслуженный врач РСФСР.
- Бурцев, Евгений Михайлович (1937—2000) — учёный-медик, член-корреспондент РАМН.
- Соломин, Павел Михайлович (1897—1968) — советский врач, педагог, функционер в области здравоохранения.

### Почётные граждане
- Большевиков, Павел Константинович (1899—1974) — почётный гражданин города Иваново.
- Власов, Дмитрий Борисович (1938—2000) — почётный гражданин города Иваново, заслуженный работник транспорта Российской Федерации.

## Церковь Петра и Павла
Освящена в 2000 году.

## Адрес
153000 Россия, Иваново, 2-я Сельская улица, 3